# Abwehr (Biologie)

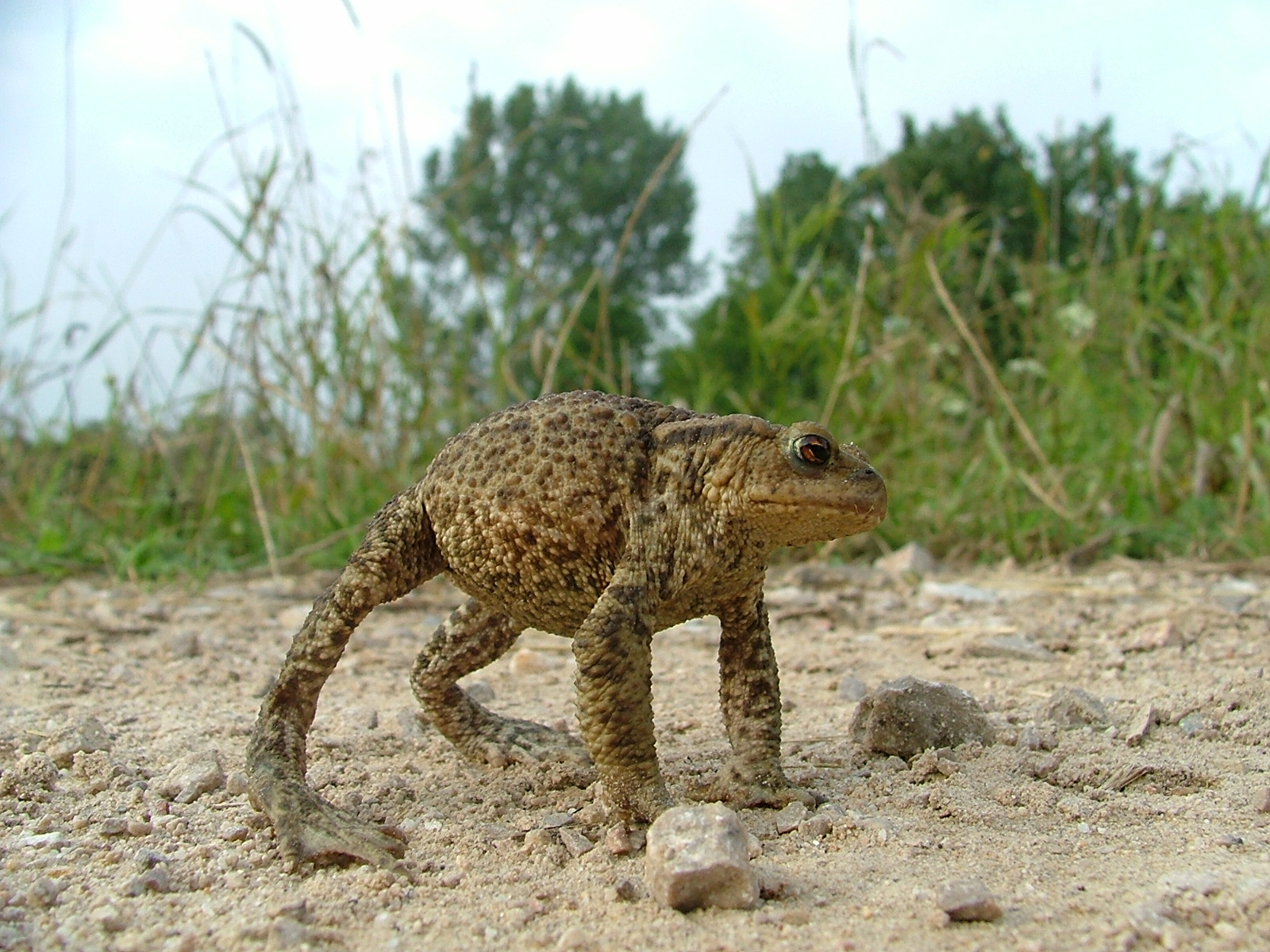
Abwehrreaktion einer Kröte, die sich aufbläht

Abwehr im biologischen Sinn bezeichnet bei Tieren und Pflanzen alle Strategien, durch die ein Schaden durch Fressfeinde oder Parasiten, im weiteren Sinne auch durch Umwelteinflüsse, verhindert oder zumindest gemindert werden soll. Abwehrmechanismen bei Interaktionen zwischen Fressfeind und Beute können eingeteilt werden in primäre und sekundäre Abwehrmechanismen.

## Räuber-Beute-Interaktion
Die Interaktionen beinhalten oft fünf Stufen:
1. Wahrnehmung und Erkennen der Beute durch den Räuber und deren Verhinderung durch primäre Abwehrmechanismen durch die Beute
2. Annäherung an die Beute
3. Flucht der Beute und Verfolgung durch den Räuber (eine sekundäre Abwehr)
4. Widerstand und (sekundäre) Abwehr der Beute
5. Überwältigung und Verzehr der Beute

Aktive Abwehrmechanismen eines Beutetiers bezeichnet man auch als Antiprädatorverhalten.

## Primäre Abwehrmechanismen
Vermeidungsstrategien und passive Schutzmaßnahmen werden vielfältig genutzt. Sie wirken, bevor ein Feind angreift.

### Tarnung
Viele Tiere halten sich versteckt oder passen sich der Umgebung an, um nicht die Aufmerksamkeit von Prädatoren zu erregen: durch Scheu, hohe Fluchtdistanz, Tarnung (Wandelndes Blatt, Stabheuschrecke, Chamäleons) und durch Schallabsorption mittels Behaarung (Nachtfalter tragen gegen die Ultraschall-Ortung der Fledermäuse eine Behaarung). Viele Tiere sind nachtaktiv, sie halten sich tagsüber verborgen. So sinkt Plankton bei Tageslicht ab, um optisch weniger aufzufallen.
Baue dienen als Versteck, können aber ebenfalls die Funktion der Außensicherung übernehmen, insbesondere, wenn sie den Zugang erschweren oder mit Notausgängen versehen sind. So sind Biberbaue mit regulierter Wasserhöhe über dem Eingang von etwa 60 cm nicht zugänglich für Prädatoren außer Ottern. Andere unterirdische Baue besitzen mehrere Fluchtwege (Fuchs, Erdmännchen).
Eine andere Form der Tarnung ist die Mimese, das Nachahmen ungenießbarer Naturobjekte (unbewegliche, leblose Gegenstände).

### Warnfarbe
Giftige Tiere signalisieren ihre Giftigkeit oft durch Warnfärbung.
Entsprechend funktioniert Mimikry, d. h. das Vortäuschen einer größeren oder giftigen Art.

## Sekundäre Abwehrmechanismen

### Lokomotion
Sie wirken als Reaktion auf die Begegnung mit einem Fressfeind, meist als aktive Abwehr. Auf bedrohliche Situationen reagieren Tiere wie Menschen mit Angst. Allerdings lassen sich Abwehrhandlungen nicht streng generalisieren, denn sie erfolgen artspezifisch (SSDR, englisch species-specific defense reaction(s)). Drei Verhaltensmuster sind möglich: erstens eine vorsichtige Einschätzung der Lage, zweitens Auseinandersetzung, Flucht, Rückzug oder Verstecken und drittens Panik, oft „kopflose“ Flucht oder „blinder“ Angriff.
Drei aktive Strategiemöglichkeiten stellen sich, wenn die Fluchtdistanz überschritten wird: flüchten, bewegungslos verstecken oder Verteidigung.

#### Flucht
Viele Tiere besitzen im Gegensatz zu Pflanzen und Pilzen die Möglichkeit zur Flucht (Fluchtverhalten). Meist flüchten sie nicht in gerader Linie, sondern mit irregulären Richtungswechseln (Haken schlagender Feldhase). In Gruppen auf dem Land lebende Beutetiere können ihre Artgenossen, oft auch andere Beutetiere bei Gefahr akustisch oder optisch warnen, Wasserbewohner auch durch Geruchsstoffe. Dadurch können Massenfluchtbewegungen ausgelöst werden (Stampede). Einige verkriechen sich in Löcher (Mäuse) oder in Baue (Kaninchen, Murmeltier), auf Bäume. Vögel, Fluginsekten, Gleithörnchen, Gleitbeutlern entfliehen in die Luft, Nachtfalter lassen sich bei Ultraschall-Ortung fallen, Klettertiere können sich fallen lassen (kugelige Käfer).
Tintenfische können sich hinter Pigmentwolken oder hinter Leuchtwolken in der Tiefsee verbergen.
Zur Unterstützung der Flucht dient manchmal das Abstoßen oder Ausstoßen von Körperteilen (Seegurke), opferbare Körperteile, die noch zucken und später nachwachsen können (z. B. Eidechsen, Sollbruchstellen bei Gräsern), entgehen manche Organismen der Nachstellung.

#### Verstecken
Oft mündet ein Fluchtverhalten darin, ein Versteck aufzusuchen und dort bewegungslos zu verharren. Einige grabende Tiere oder Wassertiere am Grund haben Strategien entwickelt, sich durch Einwühlen in den Boden zu entziehen.

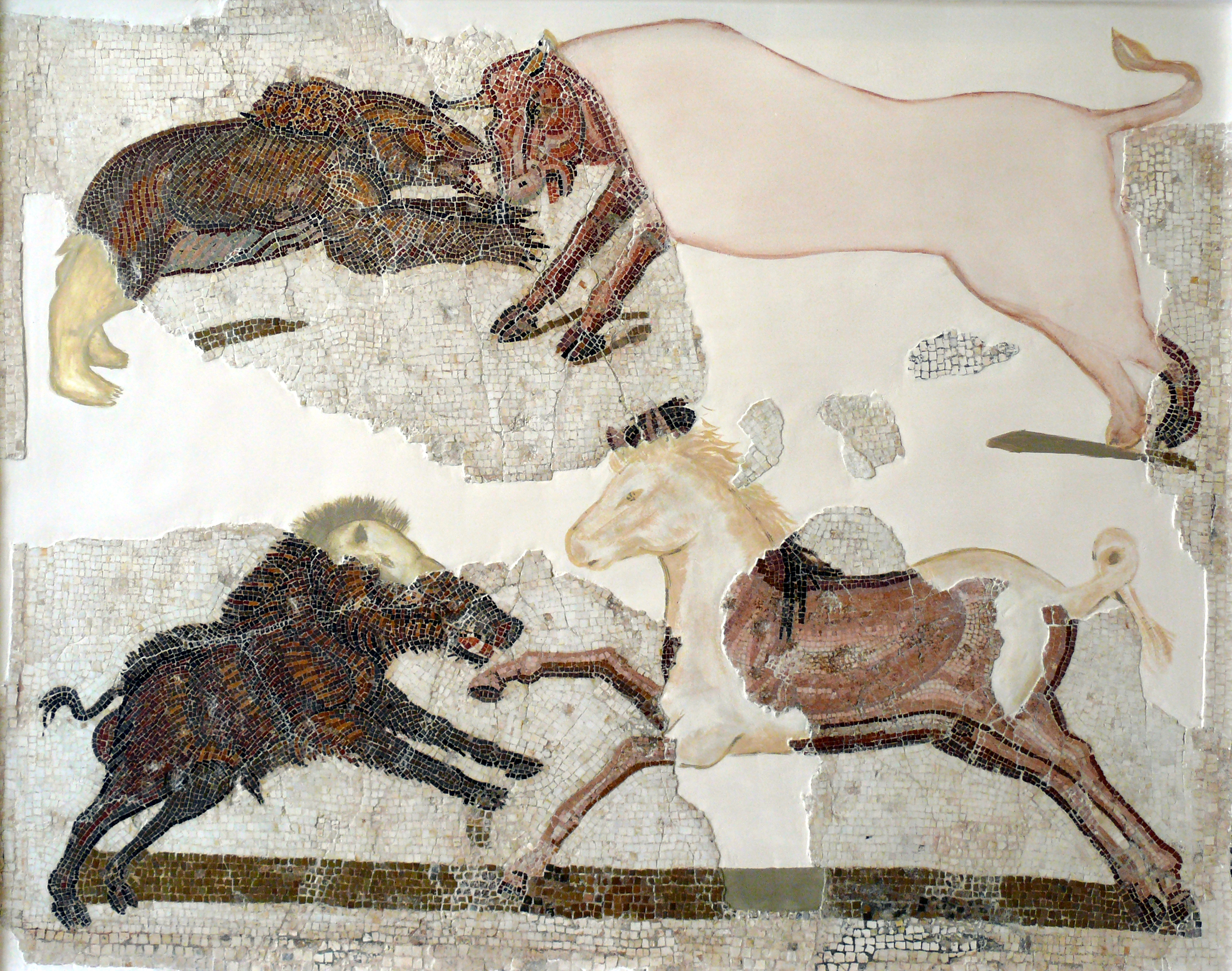
Mosaikdarstellung zweier Kampfszenen (Archäologisches Museum Sousse)

#### Verteidigungskampf
Wehrhafte Tiere können in der direkten Konfrontation zunächst ein Drohverhalten durch Geräusche, Gebärden, Stampfen auf den Boden äußern und so ihre Wehrhaftigkeit demonstrieren. Alternativ oder parallel können Stoffe, die als Signale zum Fernhalten dienen, abgegeben werden (Allomone).
In der Folge können sie in einen Abwehrkampf eingehen. Im Fall eines Angriffes (Beispiel: ein Muttertier verteidigt seinen Nachwuchs) oder auch präventiv, zum Beispiel bei Vögeln zur Verteidigung einer Brutkolonie. Dazu können Bisse, auch mit Gift, Schnabelhiebe, Stiche, Giftstachel, Stacheln (Stachelschweine), Schläge, z. B. mit Hufen oder bewehrten Körperteilen (Sporn des Hahnes, Stachelschwanz), Bildung der Faust des Menschen Stöße mit Hörnern, Geweih, Abwehr mit Rüssel (Rüsseltiere), Schwanz (Pferdeschwanz gegen Fliegen), Abwehr durch Körpermasse (groß gegen klein), Abgabe von Brennhaaren, Spucken von Speichel (Lama), Wehrsekreten oder Gift (Speikobra), Verspritzen heißer giftiger Flüssigkeit (Bombardierkäfer) oder stinkender Sekrete (Stinktier) eingesetzt werden.
Bisse mit und ohne Giftzähne, Stiche mit einem Giftstachel (Schnabeltier) oder mittels anderer Aktivmaßnahmen (Hirsche) dienen oft sowohl der Verteidigung gegen Feinde als auch zur Überwältigung erbeuteter Tiere oder werden bei intraspezifischen Auseinandersetzungen eingesetzt.
Andere Abwehrreaktionen bestehen in Hygiene, Detergentien gegen Krankheitserreger und in der Immunabwehr gegen Bakterien, Parasiten und Viren anhand ihrer körperfremden Biopolymere.

### Mechanische Abwehr

#### Außenhülle
Einen passiven Schutz stellt insbesondere eine äußere Hülle dar. Dies gilt für Pflanzen wie Tiere. Dazu gehören mehr oder weniger feste Eischalen. Auch Einzeller wie Foraminiferen vermögen sich fest zu umhüllen, Pilze bilden Sporenkapseln. Feste Rinde schützt gegen Fressfeinde und kurzfristig gegen Hitze und Feuer. Nussschalen oder feste Samenkapseln sind entsprechende Schutzvorrichtungen. Viele Weichtiere nutzen feste Muschelschalen oder Schneckenhäuser. Der Schädel der Wirbeltiere und des Menschen schützt das zentrale Nervensystem, die Einbettung in den Wirbelkanal dient ebenso dem Schutz des Rückenmarks. Der beste passive Schutz besteht in einer Ganzkörper-Panzerung. Ein Großteil aller Tiere, die Gliedertiere, tragen ein Exoskelett aus Sklerotin mit eingelagerten Chitin-Fasermolekülen. Ähnlich wirken Knochenpanzer der Schildkröten, Panzerungen der Stegosaurier, Placodermi, Schuppentiere, Gürteltiere und des Panzernashorns, Placoidschuppen der Knorpelfische, Elasmoidschuppen der Knochenfische, Hornschuppen der Schlangen und Echsen.
Allerdings vermindert die Panzerung die Mobilität.
Manche Tiere blähen sich auch auf, vergrößern ihr Körpervolumen, um nicht verschlungen zu werden (Kugelfisch, Igelfisch), andere sträuben zu diesem Zweck ihr Haarkleid.

#### Bewehrungen
Eine andere Möglichkeit besteht in der Ausbildung bewehrter Körperteile an exponierten Stellen, zum Beispiel Nadeln, Stacheln oder Dornen (Igel, Rosen, Agaven, Schlehe, Robinie, Brombeeren, viele Ranken und Gräser, Dornenkronenseestern, Kakteengewächse). Harte, glatte oder behaarte Blätter und bewehrte Blattkanten schützen gegen Schneckenfraß und andere Fressfeinde wie Larven oder kleinere Wirbeltiere. Starke Behaarung und dicke Haut schützt gegen Bisse und Stiche.
Zusätzlichen Schutz gewähren Mechanismen, die bei Berührung Gifte frei setzen, z. B. bei Brennnesseln oder Feuerquallen, die speziell auf das Hervorrufen einer starken Schmerzprovokation ausgerichtet sind.
Eine weitere Strategie, welche zwar nicht das Individuum schützen kann, sondern auf der Lernerfahrung des Prädators baut, besteht darin, sich als ungenießbar zu erweisen, durch eingelagerte Nadeln (Sklerite der Glasschwämme), Einlagerung von Lignin durch Holzpflanzen.

### Optische Abwehr
Optische aktive Abwehrmechanismen können Schrecktracht, Ablenkverhalten oder Schreckstarre beinhalten.
Eine besondere Form der optischen Abwehr bei der Flucht besteht darin, dass das angegriffene Tier den Fressfeind im Zuge seiner Flucht auf sich aufmerksam macht und ihn so vom ungeschützten aber noch unentdeckten Gelege weg lockt.
Viele Tiere verfallen in die Strategie, bei Bedrohung zunächst unbeweglich zu werden (Maus). Einige behalten diese Strategie auch in größeren Bedrohungslagen bei (Zikaden, Chamäleons, Faultier), einige können sich tot stellen (Opossum) oder starr verharren in deckungslosem Gelände (Mähnenspringer).

### Akustische Abwehr
Eine aktive akustische Abwehr kann in einer Stridulation bestehen.

### Chemische Abwehr

#### Verspritzen von Abwehrsekret
Einige Tiere können bei Gefahr aktiv üble Geruchsstoffe (Skunks) oder Toxine (Harlekinschrecken) aus exokrinen Drüsen als Wehrsekret verspritzen.

#### Freisetzung von Abwehrstoffen
Einige Organismen setzen Toxine oder unangenehme Geruchsstoffe bei kleinsten Verletzungen oberflächlich frei. Unter den Giftpflanzen sind beispielsweise milchsafthaltige Wolfsmilchgewächse und alkaloidhaltige Pflanzen bekannt. Unter den Tieren sind es besonders die Gifte sequestrierenden Baumsteigerfrösche, Schmetterlingslarven und Nacktkiemer. Einige Holzpflanzen besitzen Baumharze zur Abwehr bei Verletzungen. Andere Pflanzen reagieren mit Freisetzung chemisch aktiver Substanzen.

#### Eingelagerte Toxine
Eine Strategie, welche zwar nicht das Individuum schützen kann, sondern auf die Lernerfahrung des Prädators baut, besteht darin, sich als ungenießbar zu erweisen durch toxische oder übel schmeckende oder riechende Körperbestandteile. Diese Strategie setzt zusätzlich auf ein optisch auffälliges Erkennungsmuster, den Aposematismus (Warnfärbung), um einen Lernerfolg zu erzielen.

## Soziale Strategien
Soziale Tiergemeinschaften haben darüber hinaus weitere Strategien zur aktiven Abwehr, zur Flucht oder zum Verstecken in der Masse (primäre Abwehr) entwickelt: Soziale Körperpflege gegen Parasiten, Schwarmverhalten (Schwarmfische, Vögel), kollektive Aufmerksamkeit (Grillen, Wasservögel), gemeinsame Abwehrkämpfe.
Meeresschildkröten und andere marine Tiere schlüpfen synchronisiert, sodass mehr Jungtiere überleben.

## Zu Pflanzen siehe auch
- Pflanzliche Abwehr von Herbivoren
- Pflanzliche Abwehr von Pathogenen